# Gouines rouges
Les Gouines rouges est un mouvement radical féministe lesbien français fondé en avril 1971, répondant à une volonté de s'affirmer à la fois au cœur du mouvement féministe et du mouvement homosexuel, ainsi qu'à la crainte que les lesbiennes en disparaissent.

## Historique

### Front homosexuel d'action révolutionnaire
En avril 1971, les femmes du Mouvement de libération des femmes (MLF), qui depuis l'automne 1970 se réunissent le mercredi tous les quinze jours en assemblée générale aux Beaux-Arts de Paris, lancent une campagne pour l'avortement et la contraception libres et gratuits, et signent le Manifeste des 343 publié par Le Nouvel Observateur.

Le Front homosexuel d'action révolutionnaire (FHAR), mouvement radical rejetant les réformes en faveur de l'homosexualité, jugées insuffisantes ou timorées, a été créé un mois auparavant, à l'initiative de militantes du MLF et de quelques militants de l'association Arcadie. L'« alliance entre les filles du MLF et les pédés du FHAR » paraît évidente. Les membres des deux mouvements se sentent victimes de la « phallocratie » et exigent la « libre disposition de [leur] corps ». Anne-Marie Fauret, dans le no 12 de Tout, résume ainsi cette position : 

« Notre place est à l'intersection des mouvements qui libéreront les femmes et les homosexuels. Le pouvoir que nous revendiquons est celui de nous réaliser. »

Mais la parution du numéro 12 de Tout, où pour la première fois des homosexuels des deux sexes prenaient publiquement la parole dans un journal d'extrême gauche, fait affluer les hommes au FHAR. Les lesbiennes s'y sentent marginalisées, leur nombre n'augmentant pas.

### Séparation du FHAR
C'est finalement contre la « misogynie » du FHAR que des militantes lesbiennes se réunissent dans l'amphithéâtre des Beaux-Arts. Une cinquantaine de militantes, dont l'âge varie entre vingt et trente-cinq ans, fondent les Gouines rouges.
Le groupe distribue une revue pendant une manifestation, Le torchon brûle, quand un passant barbu s'exclame en les voyant : « Ah, les gouines rouges ! »,.
Le mouvement se fait connaître avec des distributions de tracts à l'entrée des boîtes de femmes, à Pigalle et Chez Moune. En juin 1971, une fête aux Halles est organisée pour « fêter dans la joie le commencement de notre révolte, sortir de nos ghettos, vivre enfin notre amour au grand jour », comme l'annonce le tract que les organisatrices distribuent.

### Au sein du MLF
Le groupe se sépare du FHAR après à peine un mois d'activité pour rejoindre le Mouvement de libération des femmes (MLF), comme groupe de discussion informel. Elles estiment qu'il est plus important de se séparer des hommes et de la domination masculine que de rester entre lesbiennes, et ne souhaitent pas se retrouver enfermées dans le domaine de l'homosexualité. Leur nouvel objectif est donc d'être reconnues au sein des groupes de femmes, en particulier alors que certaines personnes à la tête du MLF, dans les premiers temps, craignent de perdre en crédibilité en s'associant à des groupes de lesbiennes.
Au MLF, l'idée de devenir lesbienne par choix politique fait son chemin et les Gouines Rouges sont à nouveau invisibilisées. Les Gouines rouges s'affirment au sein du MLF, avec des « happenings » dans les assemblées générales pour faire comprendre que l'identité sexuelle se construit par rapport à la norme hétérosexuelle (La Pensée straight de Monique Wittig)[source insuffisante]. Leurs thèmes incluent « les lesbiennes sont-elles des femmes ? » (en réponse à l'affirmation de Monique Wittig, qui explique que « les lesbiennes ne sont pas des femmes » parce que l'idée de femme n'existe que dans un système hétérosexuel[source insuffisante]) ou « notre problème est aussi le vôtre ».
Elles prennent aussi part aux « Journées de dénonciation des crimes contre les femmes », tenues à la Mutualité les 14 et 15 mai 1972, avec la volonté de montrer la souffrance des « anciennes lesbiennes » face à celles qui le sont par choix politique.

### Perte de vitesse
Les réunions des Gouines rouges se sont ensuite espacées, malgré les encouragements de Monique Wittig. Le groupe devient inactif en 1973.

## Membres notables
Le groupe comporte notamment Monique Wittig, Christine Delphy, Marie-Jo Bonnet, Dominique Poggi, Catherine Deudon, Évelyne Rochedereux et Josiane Gamblain.